# Vitis (Rangabzeichen)

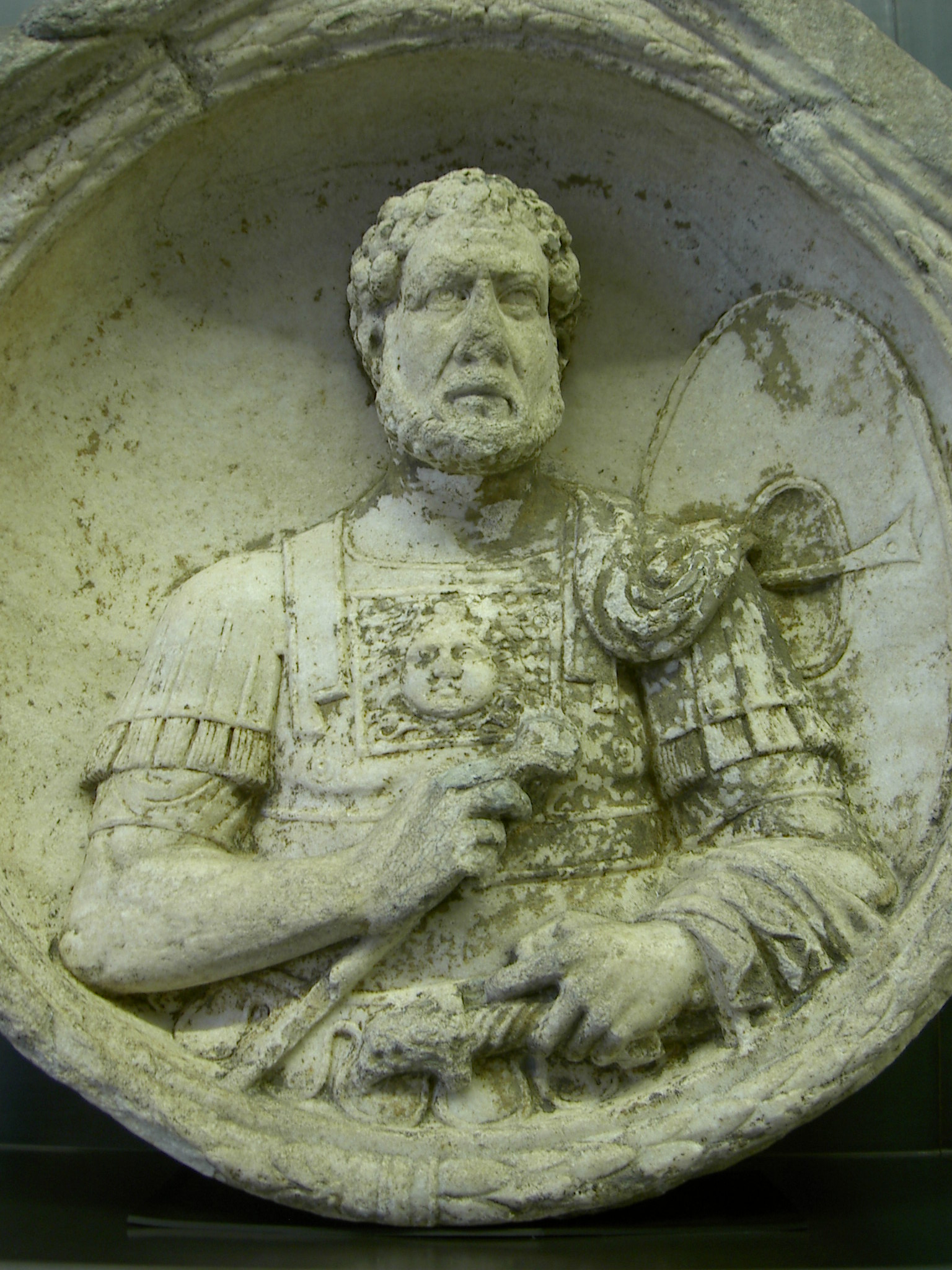
Darstellung eines Centurios mit Vitis auf einem Grabmedaillon aus Flavia Solva

Die Vitis war ein aus Rebenholz gefertigter Stab, der von römischen Centurionen als Zeichen ihres Ranges getragen wurde.
Dieser spazierstockgroße Stab wurde von jedem Centurio an der rechten Seite getragen. Er war ein Symbol des Ranges, den der Centurio bekleidete, und konnte auch als Bestrafungsinstrument dienen. Zweites Rangzeichen des Centurio war der Helm mit quergestelltem Helmbusch (crista transversa).

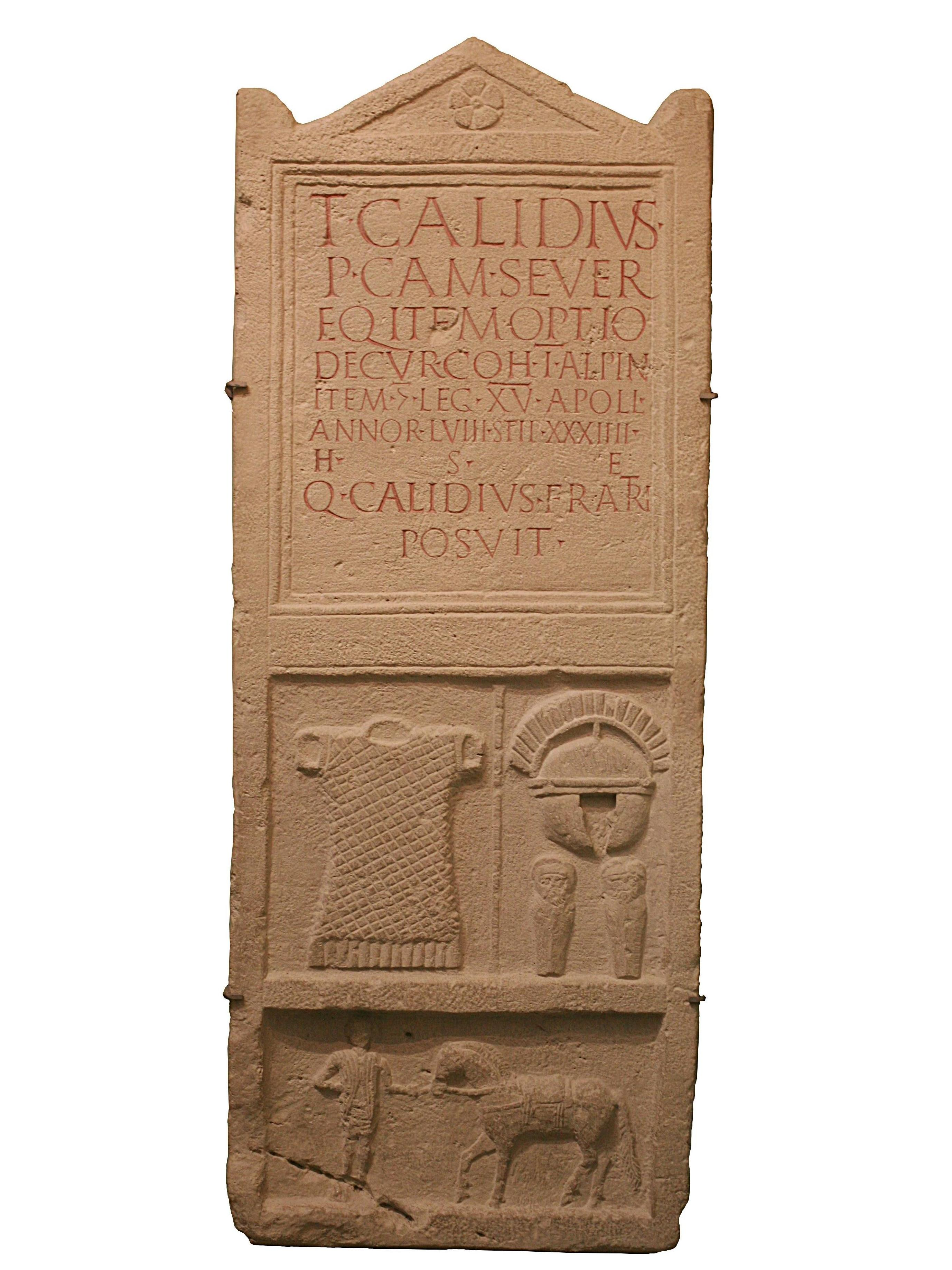
Die Vitis auf dem Grabstein des Centurio Titus Calidius Severus aus Carnuntum (mittleres Register Mitte), daneben ein Helm mit quergestelltem Helmbusch

Die Vitis als Abzeichen der Macht wird etwa bei Plinius angesprochen. Ein Fall vom harten Einsatz der Vitis ist bei Tacitus überliefert: In einem Militärlager in der römischen Provinz Pannonien wurde im Jahr 14 n. Chr. der Centurio Lucilius in einem Aufruhr ermordet, „dem der Soldatenwitz den Beinamen ‚Noch einen‘ [cedo alteram] gegeben hatte. Denn hatte er seine vitis auf dem Rücken eines Soldaten entzwei geschlagen, pflegte er mit lauter Stimme nach einer neuen und immer wieder einer neuen zu rufen.“